# Icaia montana
Icaia montana är en insektsart som beskrevs av Delong 1983. Icaia montana ingår i släktet Icaia och familjen dvärgstritar. Inga underarter finns listade i Catalogue of Life.